# 菲律賓鵑鳩
菲律賓鵑鳩又名菲律賓鵑鳩，为鳩鴿科鵑鳩屬下的一个种。分佈於菲律賓及台灣，根據國際自然保護聯盟瀕危物種紅色名錄，該物種被評為無危物種。

## 分類與系統學
長尾鳩首次由法國動物學家夏爾·呂西安·波拿巴於1854年描述。過去，一些權威機構曾將其歸類為赤鵑鳩或褐鵑鳩的亞種。 它於2016年從長嘴鵑鳩中分離出來，目前有四個公認的亞種：
- M. t. phaea McGregor, 1904 - 蘭嶼島、巴丹島、和卡拉延島
- M. t. tenuirostris Bonaparte, 1854 - 菲律賓
- M. t. borneensis Robinson & Kloss, 1921 - 婆羅洲。暫時由赤鵑鳩移至長尾鳩（Macropygia tenuirostris），根據IOU。
- M. t. septentrionalis Hachisuka, 1930 - 巴丹島、伊巴雅特島和沙坦島（菲律賓北部）；蘭嶼島（台灣）。

## 描述
長尾鳩是一種大型鵑鴿，體長38.5（15.2英寸），體重157至191 g（5.5至6.7 oz）。頭部為肉桂紅棕色，上肩有紫水晶光澤，並有小棕色雀斑。後頸部也有紫水晶般的光澤。 成鳥的前額呈橙紅棕色，頭頂和後頸呈栗色，帶有淡淡的粉紅色光澤。虹膜為紅色，喙為棕色。耳覆羽和頸側也為橙紅棕色。後頸和胸側帶有亮粉紫色光澤，並帶有黑色斑點。胸部略帶淡紫色。外尾覆羽為深紅棕色，帶有黑色的次端帶。腳為亮紅色。成年雌鳥的後頸為溫暖的淡黃棕色，並帶有黑色斑點和橫斑。背部和翼覆羽在邊緣處呈現更多的紅棕色。幼鳥的外觀類似於雌鳥，但有更多的橫斑。
生性害羞，通常於茂密樹林中覓食，也會出現於森林邊緣。與其他生活於密林的鳩鴿科鳥類相比，顏色更深，尾巴更長，且斑紋更少。

## 狀態與保護
自1998年以來，長尾鳩在國際自然保護聯盟瀕危物種紅色名錄中被評為無危物種。這是因為它的分布範圍很廣——超過20,000平方公里（7,700平方英里）——並且其族群趨勢穩定。此外，雖然其確切的族群數量尚未確定，但被認為超過10,000，這超過了被評為易危物種的標準。據報導，這是一種分布廣泛的物種，且沒有發現重大威脅。

## 扩展阅读
- 維基物種上的相關：菲律賓鵑鳩